# Michael Redd
Pour les articles homonymes, voir Redd.
Michael Redd, né le 24 août 1979 à Columbus dans l'Ohio, est un joueur américain de basket-ball évoluant au poste d'arrière.

## Biographie

### Carrière universitaire
Redd fait sa carrière universitaire avec les Buckeyes d'Ohio State.

### Carrière professionnelle
Il est choisi au second tour, à la 43e position, lors de la draft de 2000 par les Bucks de Milwaukee. Il évolue au poste d'arrière et est réputé pour être l'un des meilleurs tireurs à longue distance de la NBA.
En janvier 2009, il est victime d'une rupture des ligaments croisés antérieurs, ce qui le prive de la fin de saison. De retour, il subit cette même blessure au même genou le privant d'une nouvelle saison : il dispute un total de 18 matches durant cette saison 2009-2010. Il ne fait son retour sur les parquets que le 28 mars 2011 contre les Bobcats de Charlotte, match où il délivre quatre passes. Cette saison il dispute un total de dix rencontres.
Le 6 novembre 2013, Redd annonce qu'il prend sa retraite de joueur.

## Palmarès

### Sélection nationale
- Médaillé d'or aux Jeux olympiques d'été de 2008.

### Distinctions personnelles
- Sélectionné au NBA All-Star Game 2004.
- Il a détenu le record NBA du plus grand nombre de panier à 3 points réussi en un seul quart-temps (8). Record établi le 20 février 2002 durant le quatrième quart-temps face aux Rockets de Houston. Le record est partagé avec Joe Johnson avant d'être battu par Klay Thompson en janvier 2015.
- Il a détenu le record de points marqué en un match pour la franchise des Bucks de Milwaukee avec 57 unités marqué le 11 novembre 2006 face au Jazz de l'Utah. Ce record est battu par Giánnis Antetokoúnmpo (64 points) en décembre 2023.
- Il quitte la franchise des Bucks de Milwaukee en détenant le quatrième meilleur total de points.
- En 2003, il obtient la deuxième place au classement du meilleur sixième homme[4].

## Records sur une rencontre en NBA
Les records personnels de Michael Redd en NBA sont les suivants, :
| Type de statistique        | Saison régulière | Saison régulière                 | Saison régulière | Playoffs | Playoffs             | Playoffs      |
| Type de statistique        | Record           | Adversaire                       | Date             | Record   | Adversaire           | Date          |
| -------------------------- | ---------------- | -------------------------------- | ---------------- | -------- | -------------------- | ------------- |
| Points                     | 57               | Jazz de l'Utah                   | 11 novembre 2006 | 40       | Pistons de Détroit   | 29 avril 2006 |
| Paniers marqués            | 18               | 2 fois                           | 2 fois           | 14       | Pistons de Détroit   | 29 avril 2006 |
| Paniers tentés             | 34               | @ Bulls de Chicago               | 22 février 2006  | 21       | Pistons de Détroit   | 29 avril 2006 |
| Paniers à 3 points réussis | 9                | Rockets de Houston               | 20 février 2002  | 4        | 2 fois               | 2 fois        |
| Paniers à 3 points tentés  | 14               | Wizards de Washington            | 30 décembre 2006 | 7        | @ Pistons de Détroit | 21 avril 2004 |
| Lancers francs réussis     | 18               | @ Wizards de Washington          | 18 avril 2006    | 12       | Pistons de Détroit   | 1er mai 2006  |
| Lancers francs tentés      | 20               | @ Cavaliers de Cleveland         | 20 novembre 2007 | 15       | Pistons de Détroit   | 1er mai 2006  |
| Rebonds offensifs          | 7                | @ Hornets de La Nouvelle-Orléans | 28 janvier 2004  | 8        | @ Pistons de Détroit | 3 mai 2006    |
| Rebonds défensifs          | 10               | 2 fois                           | 2 fois           | 5        | Pistons de Détroit   | 24 avril 2004 |
| Rebonds totaux             | 14               | Rockets de Houston               | 28 mars 2004     | 9        | @ Pistons de Détroit | 3 mai 2006    |
| Passes décisives           | 11               | Clippers de Los Angeles          | 11 février 2008  | 5        | Pistons de Détroit   | 24 avril 2004 |
| Interceptions              | 6                | @ Cavaliers de Cleveland         | 9 décembre 2002  | 2        | 2 fois               | 2 fois        |
| Contres                    | 3                | @ Mavericks de Dallas            | 30 décembre 2002 | 1        | @ Nets du New Jersey | 19 avril 2003 |
| Balles perdues             | 7                | 2 fois                           | 2 fois           | 7        | @ Pistons de Détroit | 18 avril 2004 |
| Minutes jouées             | 54               | @ Cavaliers de Cleveland         | 17 décembre 2007 | 45       | Pistons de Détroit   | 24 avril 2004 |

- Double-double : 14
- Triple-double : 0